# Andor Lázár

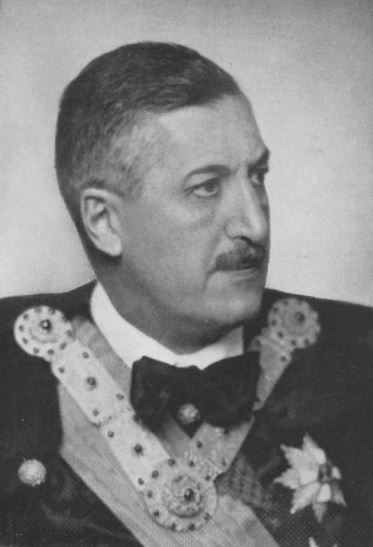
Andor Lázár (Fotografie von Pál Veres, 1940)

Andor Lázár (* 8. März 1882 in Pápa; † 12. Juni 1971 in Leányfalu) war ein ungarischer Jurist und Politiker, der unter anderem zwischen 1932 und 1938 Justizminister war.

## Leben
Andor Lázár begann nach dem Schulbesuch ein Studium der Rechtswissenschaften an der Universität Budapest und schloss dort 1903 seine Promotion zum Doktor der Rechte ab. Nach Reisen durch Europa und die USA nahm er nach seiner anwaltlichen Zulassung 1906 eine Tätigkeit als Rechtsanwalt in Budapest auf. 1918 war er Mitgründer des Ungarischen Territorialverteidigungsbundes TEVÉL (Magyar Területvédő Liga) und fungierte als Vizepräsident des Landesverbandes. Er war maßgeblich an der Gründung der Ungarischen Staatsmünze (Magyar Állami Pénzjegynyomda) beteiligt und war bis 1933 Vizepräsident des Telegrafenamtes MTI (Magyar Távirati Iroda) sowie Vorstandsmitglied der Telefonzeitung Telefon Hírmondó und der Stickstoffdüngerfabrik Péti Nitrogén Műtrágyagýár. Nachdem er zwischen Mai und August 1931 im Kabinett Bethlen Staatssekretär im Ministerium für Landesverteidigung war, nahm er seine Tätigkeit als Rechtsanwalt wieder auf.
1931 wurde er für die Christliche Kleinbauern-, Bauern- und Bürgerpartei (Keresztény Földmíves-, Kisgazda- és Polgári Párt) Mitglied des Repräsentantenhauses (Képviselőház) des Parlaments (Országgyűlés) und vertrat in diesem bis 1935 die Interessen von Szentes. Zu Beginn seiner Mandatstätigkeit war er zwischen 1931 und 1932 Vorsitzender des Rates für Leibeserziehung des Parlaments (Országos Testnevelési Tanács). Am 1. Oktober 1932 übernahm er im Kabinett Gömbös den Posten als Justizminister (Igazságügy-miniszter) und bekleidete dieses Amt auch im Kabinett Darányi bis zu seiner Ablösung durch Ödön Mikecz am 9. März 1938 im Zuge der Ankündigung des „Győr-Programms“. 1935 wurde er wieder zum Mitglied des Repräsentantenhauses gewählt, in dem er nunmehr bis 1939 als Kandidat der Nationalen Einheitspartei NEP (Nemzeti Egység Pártja) die Interessen von Debrecen vertrat. Nach seinem Ausscheiden aus dem Parlament war er Rechtsberater und Verwalter des Bezirks Dunamellék der Reformierten Kirche.

## Veröffentlichungen
Neben wirtschaftspolitische Artikel veröffentlichte Lázár auch einige Sachbücher. Zu seinen Veröffentlichungen gehören:
- Gazdaságpolitikai tanulmányok (Wirtschaftspolitische Studien), Budapest 1921
- Ausztria pénzügyei a XIX. század elején (Österreichs Finanzen zu Beginn des XIX. Jahrhunderts), Budapest 1925
- A német és lengyel valorizáció, 1924–25 (Die deutsche und polnische Aufwertung, 1924–25), Budapest 1926
- Visszaemlékezéseim, posthum, Budapest 1995

in französischer Sprache
- Hongrois de la resistance, Paris, 1947

## Hintergrundliteratur
- György Lázár: Pápától Brüsszelig. Lázár Andor emlékezik – Lázár György memoárja, Budapest 2000